# 육사독서프로그램
육사독서프로그램(陸士讀書program)은 대한민국 육군사관학교에서 생도들을 대상으로 4년간 진행하는 독서프로그램이다. 구성 및 운영방안이 육군사관학교 79기 생도들을 기준으로 바뀌었다.

## 프로그램 운영방법

### 목적
- 정예장교에게 필요한 인문적 소양 및 창의적·통합적 사고력 배양을 목표로 한다.

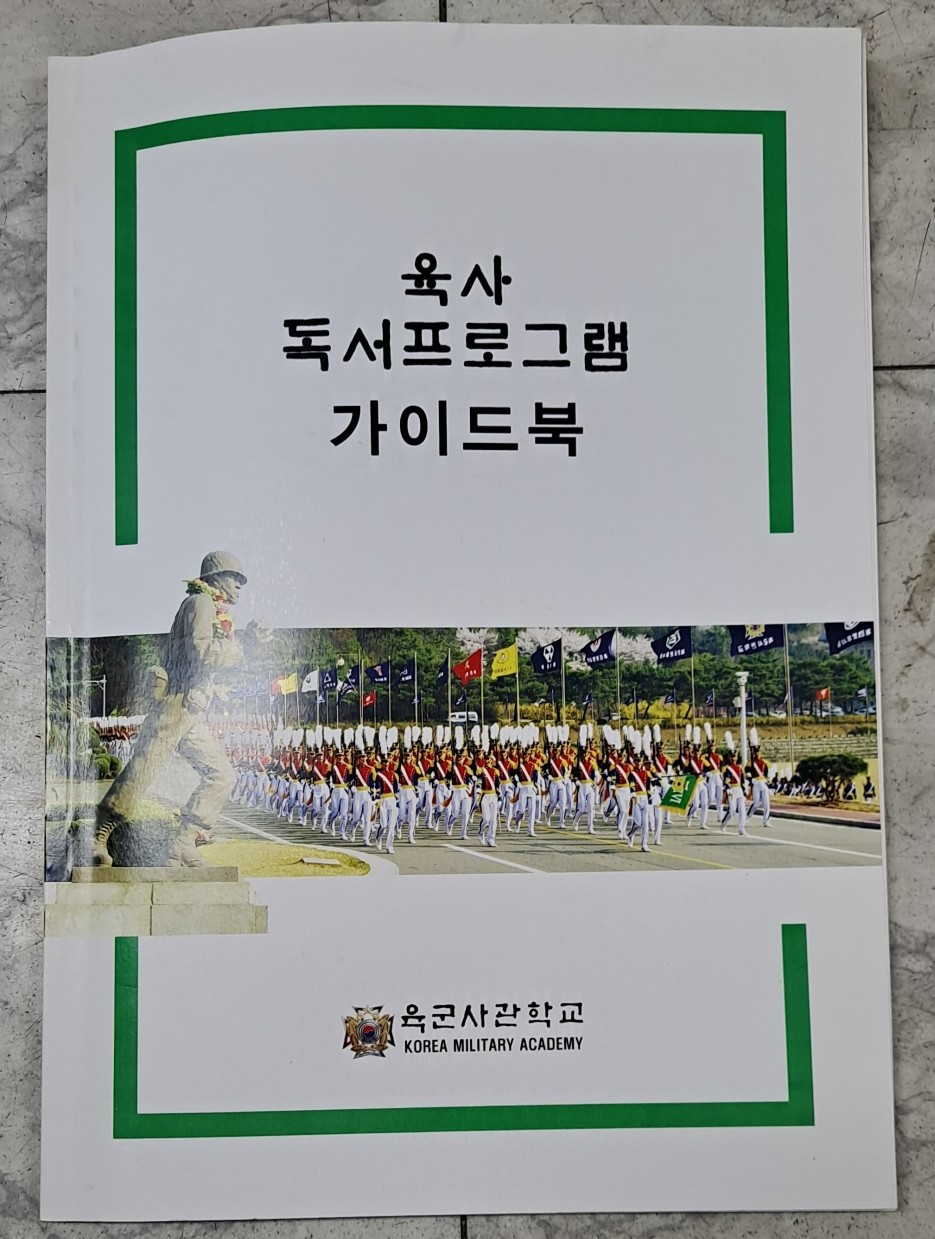
육사 독서프로그램 가이드북

### 중점
- 고전·명저 읽기를 통해 융합적 해결능력 및 가치 지향의 전인적 인성을 함양한다.

- 군사 분야 명저 읽기를 통해 군사적 지식, 안목과 통찰력을 배양한다.

- 독서지도(reading-map), 세미나, 독서토론 등 다양한 독서관련 활동을 통해 관련 분야에 대한 글을 읽고 쓸 줄 아는 능력을 배양하고, 논리력 표현력 증진, 상호존중의 토론문화를 창달한다.

### 추진 방향
- 4년간 1년에 16권씩 최소한 64권 이상 독서를 권장한다.

- 다양한 독시졷 방법 모색으로 연착륙 유도한다.

- '독서지도-발표·토론-평가'의 형태로 운영한다.
  - 생도 입장에서 편리하도록 다중적 확인·인증 채널을 제공한다.

- 대매체 시대에 걸맞은 독서 지원체계를 구축한다.
  - 전용서가 설치, 중대별 도서 비치, e-Book·동영상·영화 등 자료를 지원한다.

## 구성 및 운영

### 79기 이전
4년간 최소 64권의 책을 읽고 인증하는 것을 목표로 한다. 1년에 16권씩 독서한 후 발표토론 및 인증을 진행한다. 공통연계 도서 25권, 고전명저 30권, 교양명저 46권으로 이루어진 권장도서들 중 공통연계 도서 총 24권 내외, 고전/교양명저 20권 내외, 자율선정 도서 20권 이하로 인증한다. 독서활동 시간은 매주 수요일 1교시(08:00~08:50)에 진행하며 생도들은 독서활동 시간에 독서토론 참여, 독서노트 작성, 독서상담 등의 활동을 할 수 있다.

### 79기 이후

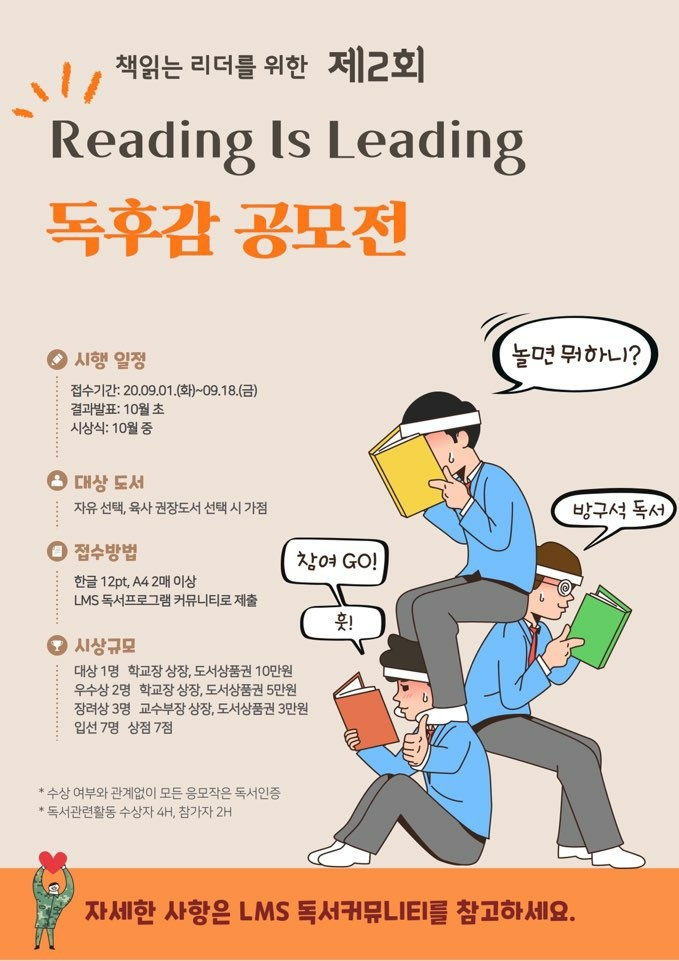
교내 독후감 공모전 포스터

"Leader는 Reader다."라는 슬로건을 내세운다. 이전과 차별화된 점은 독서활동을 학점화 하여 독서토론, 세미나, 독서토론대회, 문화주간 활동, 각종 행사 등으로 이루어져 있다. 독서멘토링 제도를 운용하여 교수 및 훈육요원에 의한 일대일 독서 지도가 가능하다. 학점은 시간은행제를 적용하여 졸업 전 1학점 이상을 이수해야하기 때문에 생도들은 독서 관련 활동을 15시간 이상 수행하여야 한다. 이때 4학년 1학기까지 15시간을 채우지 못하였을 경우 재수강을 실시한다. 독서 관련 활동 및 인정 시간은 다음과 같다.
| 독서 관련 활동       | 최소 요건 | 인정 시간                       |
| -------------------- | --------- | ------------------------------- |
| 독서토론             | 4회       | 건 당 1시간 인정                |
| 세미나 참석          | 제한 없음 | 해당 세미나 소요시간 인정       |
| 밤샘 책읽기 행사     | 제한 없음 | 4시간 인정                      |
| 독서토론대회         | 제한 없음 | 발표자 4시간, 참석자 2시간 인정 |
| 독서콘서트           | 제한 없음 | 헤당 소요시간 인정              |
| 독후감 공모전        | 제한 없음 | 수상자 4시간, 참가자 2시간 인정 |
| 서평 게재 (육사신보) | 제한 없음 | 건당 4시간 인정                 |
| 기타                 | 제한 없음 | 상설위원회가 인정하는 시간      |

## 권장도서 목록
79기 이부 개편된 육사독서프로그램에서는 총 200권의 권장도서가 있다. 문학, 철학·역사, 사회·문화, 과학기술, 군사 분야로 나뉘어 있다.

### 문학 (40권)
광장(최인훈), 구운몽(김만중), 그리스로마신화(불핀치), 금오신화(김시습), 난장이가 쏘아올린 작은 공(조세희), 돈키호테(세르반테스), 데미안(헤세), 마음(나쓰메 소세키), 마의 산(토마스 만), 무진기행(김승옥), 백 년 동안의 고독(마르케스), 백석시집, 붉은 수수밭(모옌), 삼대(염상섭), 상실의 시대(하루키), 새하곡(이문열), 설국(가와바타 야스나리), 셰익스피어 비극(4권), 신곡(단테), 아큐정전(루쉰), 안나 카레니나(톨스토이), 양철북(그리스), 오만과 편견(제인 오스틴), 윤동주시집, 위대한 개츠비(피츠제럴드), 이방인(카뮈), 인연(피천득), 정지용시집, 주홍글씨(호손), 천변풍경(박태원), 토지(박경리), 파우스트(괴테), 카라마조프가의 형제들(도스토예프스키), 허클베리 핀의 모험(마크 트웨인), 무기여 잘 있거라(헤밍웨이), 삼국지(나관중), 서부전선 이상없다(레마르크), 일리아스(호메로스), 전쟁과 평화(톨스토이), 초한지

### 철학·역사 (30권)
고백록(어거스틴), 국가(플라톤), 국부룬(애덤 스미스), 논어, 니코마커스 윤리학(아리스토텔레스), 동경대생들에게 들려준 한국사(이태진), 라케스(플라톤), 로마인 이야기(시오노 나나미), 명심보감(추적), 목민심서(정약용), 맹자, 방법서설(데카르트), 백범일지(김구), 법의 정신(몽테스키외), 사기열전(사마천), 삼국사기(김부식), 삼국유사(일연), 서양미술사(곰브리치), 여성의 종속(밀), 역사(헤로도토스), 역사란 무엇인가(E. H. 카), 자유론(밀), 장자, 젠더 트러블(버틀러), 한국독립운동사(박찬승), 강대국의 흥망(폴 케네디), 독립군 전투사(조동걸), 묵자, 영원한 평화(칸트), 전쟁과 동북아 국제질서(역사학회)

### 사회·문화 (30권)
감시와 처벌(푸코), 과학적 발견의 논리(포터), 과학혁명의 구조(쿤), 국가 간의 정치(모겐소), 기나긴 혁명(윌리엄스), 꿈의 해석(프로이트), 도덕적 인간과 비도덕적 사회(니이버), 리바이어던(홉스), 만들어진 전통(홉스봄), 물질문명과 자본주의 읽기(브로델), 미디어의 이해(맥클루언), 미국의 민주주의(토크빌), 스티브 잡스(아이삭슨), 심리학의 오해(스타노비치), 슬픈 열대(레비스트로스), 시간과 공간의 문화사(스티븐 컨), 오리엔탈리즘(사이드), 웨스트포인트 리더십(도니슨), 인간관계론(카네기), 정의란 무엇인가(샌델), 정의론(롤스), 죽은 경제학자의 살아있는 아이디어(부크홀츠), 제2의 성(보봐르), 최고의 리더십(리더투리더재단), 프로테스탄트 윤리와 자본주의 정신(베버), 국화와 칼(베네딕트), 국제분쟁의 이해(나이), 군주론(마키아벨리), 영혼을 지휘하는 리더십(퍼이어), 총균쇠(다이아몬드)

### 과학기술 (20권)
거의 모든 것의 역사(브라이슨), 링크(라슬로), 미래의 물리학(미치오 카쿠), 부분과 전체(하이젠베르크), 빅데이터 승리의 과학(고한석), 수학의 확실성(모리스 클라인), 시간의 역사(호킹), 엔트로피(리프킨), 우연과 필연(모노), 우주의 구조(브라이언 그린),  이기적 유전자(도킨스), 이중나선(왓슨), 종의 기원(다윈), 카오스(글릭), 파인만씨 농담도 잘하시네(파인만), 화학의 시대(필립 볼), 웨폰 사이언스(지현진), 전쟁의 물리학(베리 파커), 전쟁이 발명한 과학기술의 역사(도현신), @-War(셰인 해리스)

### 군사 (80권)
과학기술과 전쟁(크레펠트), 군대 명령과 복종(니코 케이저), 군대문화 이야기(양희완), 군대와 사회(온만금), 군사사상론(군사학연구회), 군사전략입문(에체베리아), 군인(슈나이더), 군인과 국가(헌팅턴), 극한의 경험(유발 하라리), 근대국가와 전쟁(박상섭), 기계화전(퓰러), 기동전(리처드 심프킨), 나폴레옹전쟁(반즈), 나폴레옹 전쟁금언(나폴레옹), 난중일기(이순신), 내가 물러서면 나를 쏴라(백선엽), 동아시아 해양과 대륙이 맞서다(김시덕), 대담한 작전(유발 하라리), 롬멜 보병전술, 롬멜 전사록, 명장열전(이성무), 모든 전쟁을 끝내기 위한 전쟁(심틴스), 문명과 전쟁(브렛 보든), 문명과 전쟁(아자 가트), 보급전의 역사(크레펠트), 새로운 전재오가 낡은 전쟁(메리 캘도어), 손자병법, 어떻게 전쟁을 끝낼 것인가(이시언), 오자병법, 왜 1차 세계대전은 끝나지 않았는가(로버트 거워스), 워 다이어리(브라이언트), 위대한 3인의 전사들(브라이턴), 유럽사 속의 전쟁(마이클 하워드), 육사생도 2기(박경석), 아리크 전쟁(이근욱), 전격전의 전설(프리저), 전략론(리델 하트), 전문직업군(하키트), 전란으로 읽는 조선(한국학연구원), 전술론(마키아벨리), 전쟁(슈타틀러), 전쟁과 로지스틱스(에바라 켄스케), 전재오가 무기의 세계사(이내주), 전쟁과 반전쟁(토플러), 전쟁과 정의(왈쩌), 전쟁론(다키 고지), 전쟁론(클라우제비츠), 전쟁범죄란 무엇인가(후지타 히사카츠), 전쟁술(조미니), 전쟁연대기(커민스), 전쟁은 여자의 얼굴을 하지 않았다(알렉시예비치), 전쟁의 세계사(맥닐), 전쟁의 역사를 통해 배우는 지정학(다카하시 요이치), 전쟁의 패러다임(스미스), 전쟁이 만든 신세계(맥스 부트), 전쟁하는 세상(파그덴), 전투감각(서경석), 제공권(두헤), 제2차세계대전(처칠), 진화하는 전쟁(에드워즈), 징비록(유성룡), 코젤렉의 개념사 사전4: 전쟁(코젤렉), 플루타르코스 영웅전(플루타르코스), 한국전쟁(박태균), 한국전쟁의 국제사(스톡), 한국전쟁의 기원과 전개과정(김영호), 한국전쟁의 발발과 기원(박명림), 한민족전쟁사(온창일), 해동명장전(홍양호), 해양력이 역사에 미치는 영향(마한), 핵무기에 관한 다섯가지 신화(윌슨), 1차 세계대전사(키건), 2차 세계대전사(키건), 1차 세계대전의 기원(박상섭), 20세기의 전쟁과 평화(이리에 아키라)
※특징 : 주요대학 권장도서 중 빈출도서를 포함하되, 육사의 특성을 고려하여 군사분야 및 근현대사, 독립전쟁사를 다룬 도서를 다수 포함하고 있음

## 독서 지도 방법

### 교과연계도서
공통·전공·선택과목 수업과 연계하여 '수업-독서' 병행, 교과 성적에 반영한다. 교수가 필독서를 지정 후 해결과제를 제시하면 생도가 독서활동을 실시하고 발표나 토론등을 실시한다. 이후 교수가 평가하고 독서활동 인증을 입력한다.

### '독서멘토제도' 시행
교수 1명이 2~3권의 책을 분담하여 독서멘토의 역할을 수행한다. 교수는 자기 전공과 연관된 도서의 멘토를 편성 후 생도들은 멘토교수와 독서상담, 독서노트 작성지도, 독서토론 등을 실시한 후 작성된 독서노트를 LMS에 탑재한다.

### 생도들의 자율적 독서활동 증진
- 생도가 주도하는 독서동아리, 독서토론, 독서릴레이 등을 권장한다.

- 별빛과 함께하는 책읽기, 백범일지·이순신 독후감 공모전 등을 활성화한다.

## 인증 방법

### 독서관련 활동 인증
학점 이수 조건으로 요구되는 시간은행제 개념의 '독서관련 활동'은 해당 활동을 증빙할 수 있는 인증자료를 LMS에 탑재해야 한다. 이때, 독서관련 활동의 성격에 따라 생도가 직접 LMS에 탑재하거나 주관부서(자)가 탑재한다. 교내에서 진행하는 행사, 세미나 및 공모전은 주관자 및 도서관 측에서 탑재 책임을 지지만, 이외 대외활동과 독서토론과 같은 활동은 생도가 직접 탑재해야 한다.

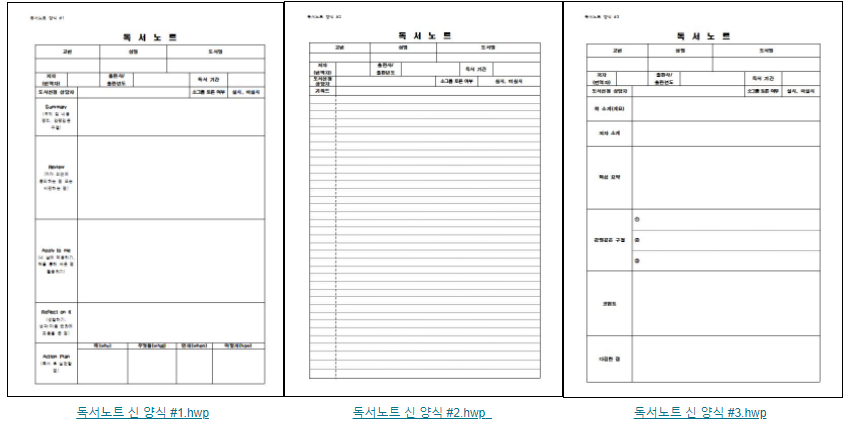
독서노트 양식

학점 이수를 위해 통합인증을 받으려면 개인이 독서프로그램 바인더를 마련하여 정리하고, 이 바인더를 4학년 1학기에 전공별로 제출한다.

### 일반 독서 인증
일반 독서 인증 방법은 LMS상에 업로드 되어 있는 양식에 맞춰 작성한 후, 자율선정도서와 고전교양명저로 구분 후 분야에 맞게 제출한다.

## 참고자료
- 《2020 육군사관학교 요람》 (PDF). 2020년. 83쪽. 2020년 10월 30일에 원본 문서 (PDF)에서 보존된 문서. 2020년 10월 31일에 확인함.

- 육군사관학교 (2018년 12월 26일). 《육사 독서프로그램 가이드북》.

1. ↑  독서로 키운다, 백년대계 ‘육사의 꿈’ 국방일보 2018-05-04
2. ↑  지(智)를 함양하는 새로운 길, 아너스 클럽의 시작 육사신보 2024-09-20